# Ocosingo borlus
Ocosingo borlus är en kräftdjursart som beskrevs av J. L. Barnard 1964. Ocosingo borlus ingår i släktet Ocosingo och familjen Lysianassidae. Inga underarter finns listade i Catalogue of Life.